# Honschaft Löderich
Die Honschaft Löderich (auch in der Schreibweise Loederich) war vom Mittelalter bis zur Wende des 18. zum 19. Jahrhundert eine von sieben Honschaften des Kirchspiels Overath im Gericht Keppel des bergischen Amtes Steinbach. Das Honschaftsgebiet befand sich zwischen der Sülz und der Agger in Höhe der Overather Kernstadt. Namenstragende Orte in der Honschaft waren Großlöderich und Schmitzlöderich. Benannt war die Honschaft aber nach der Erhebung Lüderich, auf der sich der Ringwall Lüderich befand.
Die Honschaft ist seit Mitte des 13. Jahrhunderts urkundlich belegt. Wohnplätze und Orte in der Honschaft waren neben den Titularrorten auch (in zeitgenössischer Schreibweise): Altenbrück, Birken, Büchel, Busch, Frielinghausen, Großdresbach, Großhorden, Heide, Heidermühle, Heiligenhaus, Katzemich, Kleindresbach, Kleinhorden, Kleinschwamborn, Mittelbech, Müllenholz, Nallingen, Neichen, Neuenhausen, Steeg, Steinenbrück, Teich und Unterbech.